# Crustomyces
Genre
Crustomyces est un genre de champignons de la famille des Cystostereaceae.

## Liste d'espèces
Selon Catalogue of Life (20 octobre 2013) :
- Crustomyces expallens
- Crustomyces indecorus
- Crustomyces subabruptus

Selon Index Fungorum (20 octobre 2013) :
- Crustomyces expallens (Bres.) Hjortstam 1987
- Crustomyces indecorus Hjortstam 1987
- Crustomyces subabruptus (Bourdot & Galzin) Jülich 1978